# Christine Boylan
Christine Boylan (25 de julho de 1977) é uma roteirista e  produtora de televisão americana.

## Vida e carreira
Christine frequentou a Universidade de Hofstra. Desde 2010, ela é casada com o roteirista Eric Heisserer.
Seu primeiro trabalho foi na planejada minissérie apocalíptica da NBC, Day One, como roteirista e editora da história. O projeto, no final, nunca foi ao ar. Ela foi uma roteirista e editora da história no drama da TNT, Leverage, de 2008-2010. Sua próxima posição foi no drama médico da ABC, Off the Map, como roteirista e editora da história. Ela contribuiu com dois episódios durante a única temporada da série. No verão de 2011, Boylan se juntou a quarta temporada da série ABC, Castle, como roteirista e co-produtora. Boylan também atuou como roteirista e produtora na série de fantasia da ABC, Once Upon a Time.

## Filmografia

### Curtas
| Ano  | Título           | Créditos              |
| ---- | ---------------- | --------------------- |
| 2014 | Come Fly with Me | Diretora e roteirista |
| 2015 | Hoss             | Diretora e roteirista |

### Televisão
| Ano       | Título                  | Créditos                                                       |
| --------- | ----------------------- | -------------------------------------------------------------- |
| 2008-2010 | Leverage                | Roteirista (6 episódios), editora da história (3 episódios)    |
| 2011      | Off the Map             | Roteirista (2 episódios)                                       |
| 2012      | Castle                  | Roteirista (2 episódios), co-produtora (22 episódios)          |
| 2012-2014 | Once Upon a Time        | Roteirista (5 episódios), produtora (21 episódios)             |
| 2014      | Constantine             | Roteirista (2 episódios), co-produtora executiva (3 episódios) |
| 2017      | Marvel's The Punisher   | Roteirista (1 episódio)                                        |
| 2018      | Marvel's Cloak & Dagger | Roteirista (2 episódios)                                       |